# Krakovski sporazum
Krakovski sporazum (poljsko Traktat krakowski) ali Krakovski mir  je bil mirovni sporazum med Kraljevino Poljsko in velikim mojstrom Tevtonskega reda Albrehtom Hohenzollernom, podpisan 8. aprila 1525 v Krakovu. S sporazumom se je uradno končala triletna poljsko-tevtonska vojna (1519-1521).
Veliki mojster Albreht Hohenzollern je s sporazumom dobil dovolj avtonomije, da se je odcepil od viteškega reda in postal vojvoda nove Vojvodine Prusije, ustanovljene s sekularizacijo Meniške države Tevtonskih vitezov. Ustanovitev je bila potrjena s pruskim poklonom 10. aprila 1525.